# Back to December
«Back to December» (с англ. — «Вернуться в декабрь») — песня американской певицы Тейлор Свифт, второй сингл из её третьего студийного альбома Speak Now (2010). Big Machine Records выпустила песню для скачивания в iTunes Store 12 октября 2010 года, а 15 ноября 2010 года отправила её на радиостанции США в качестве второго сингла альбома. Песня «Back to December» представляет собой пауэр-балладу, сочетающую кантри и поп, с оркестрованными струнными; акустическая версия была включена в делюксовое издание альбома Speak Now. В тексте песни говорится о раскаянии и просьбе о прощении от бывшего возлюбленного.
В современных отзывах музыкальные критики высоко оценили песню «Back to December» за её исполнение и текст, особо отметив зрелость текста, выражающего сожаление о потерянной любви. Песня заняла шестое место в Billboard Hot 100 и третье место в чарте Hot Country Songs, и была сертифицирована как дважды платиновая Ассоциацией звукозаписывающей индустрии Америки (RIAA). Сингл достиг седьмого места в Канаде, и занял 26-е место в Австралии, получил сертификаты в обеих странах.
Сопровождающий песню клип, снятый режиссёром Йоанном Лемуаном, изображает последствия разрыва Свифт с её парнем. Свифт исполнила песню «Back to December» на телевизионных мероприятиях, включая церемонии вручения наград Ассоциации кантри-музыки и Американской музыкальной премии. Во время мирового турне Speak Now World Tour (2011—2012) она исполнила песню как часть мэшапа с песней группы OneRepublic «Apologize» (2007) и своей собственной песней «You’re Not Sorry» из второго студийного альбома Fearless (2008). Перезаписанная версия под названием «Back to December (Taylor’s Version)» была выпущена в рамках третьего перезаписанного альбома Свифт Speak Now (Taylor’s Version) 7 июля 2023 года.

## История
Песня была издана 15 ноября 2010 года и получила положительные отзывы музыкальной критики.
По слухам, она посвятила песню «Back to December» одному из своих бывших бой-френдов — актёру Тейлору Лотнеру, известному по роли Джейкоба Блэка в фильмах франчайза «Сумерки» (The Twilight Saga).
Песня получила положительные отзывы музыкальной критики и интернет-изданий: Rolling Stone, Slant Magazine, Roughstock, The Oxonian Review, New York Post, Sputnikmusic, Engine 145, Country Universe.
В итоговом годовом кантри-чарте Hot Country Songs (2011) песня была поставлена на позицию № 38 и на позицию № 74 в мультижанровом американском хит-параде Hot 100. Это единственная песня из альбома Speak Now, которая вошла в итоговый годовой чарт 2011 года.
К ноябрю 2014 года тираж «Back to December» достиг 1,9 млн копий в США.

## Награды и номинации
| Год  | Организация             | Награда/работа           | Результат | Ссылка |
| ---- | ----------------------- | ------------------------ | --------- | ------ |
| 2011 | American Country Awards | Female Video of the Year | Номинация | [ 14 ] |
| 2011 | BMI Awards              | Publisher of the Year    | Победа    | [ 15 ] |
| 2011 | BMI Awards              | Award-Winning Songs      | Победа    | [ 15 ] |
| 2011 | Teen Choice Awards      | Choice Break-Up Song     | Победа    | [ 16 ] |

## Чарты
| Чарт (2010—11)                      | Высшая позиция |
| ----------------------------------- | -------------- |
| Австралия (ARIA)                    | 26             |
| Канада (Billboard Canadian Hot 100) | 7              |
| Новая Зеландия (Recorded Music NZ)  | 24             |
| США (Billboard Hot 100)             | 6              |
| США (Billboard Adult Contemporary)  | 14             |
| США (Billboard Adult Pop Airplay)   | 11             |
| США (Billboard Hot Country Songs)   | 3              |
| США (Billboard Pop Airplay)         | 11             |

| Чарт (2011)                       | Позиция |
| --------------------------------- | ------- |
| US Billboard Hot 100              | 74      |
| US Country Songs (Billboard)      | 38      |
| US Adult Contemporary (Billboard) | 30      |
| US Adult Pop Songs (Billboard)    | 42      |
| US Radio Songs (Billboard)        | 58      |

## Сертификации
| Регион | Сертификация  | Продажи   |
| --- | ------------- | --------- |
| Австралия (ARIA) | Платиновый    | 70 000    |
| Канада (Music Canada) | Золотой       | 40 000*   |
| Великобритания (BPI) | Серебряный    | 200 000   |
| США (RIAA) | 2× Платиновый | 2 000 000 |
| * Данные о продажах приведены только на основе сертификации. · Данные о продажах + прослушиваниях приведены только на основе сертификации. |               |           |

## Back to December (Taylor’s Version)
Подписав новый контракт с Republic Records, Свифт начала перезаписывать свои первые шесть студийных альбомов в ноябре 2020 года. Это решение было принято после публичного спора между Свифт и менеджером талантов Скутером Брауном, который в 2019 году приобрел Big Machine Records, включая выпущенные лейблом мастера альбомов Свифт. Перезаписав свой каталог, Свифт получила полное право собственности на новые мастер-записи, включая лицензирование авторских прав на её песни, что обесценило старые мастера, принадлежавшие Big Machine.
5 мая 2023 года, на первом шоу тура the Eras Tour в Нашвилле, Свифт объявила Speak Now (Taylor’s Version) как свой следующий перезаписанный альбом, выход которого запланирован на 7 июля.
29 июня фрагмент песни «Back To December (Taylor’s Version)» был показан в трейлере ко второму сезону оригинального сериала Этим летом я стала красивой.
Перезаписанная версия песни «Back to December» под названием «Back to December (Taylor’s Version)» была выпущена 7 июля 2023 года на лейбле Republic Records в рамках альбома Speak Now (Taylor’s Version), третьего перезаписанного альбома Свифт. Песня «Back to December (Taylor’s Version)» стала третьей на альбоме, когда треклист был официально опубликован 5 июня.